# Lista över fornlämningar i Strängnäs kommun (Kärnbo)
Lista över fornlämningar i Strängnäs kommun (Kärnbo) är en förteckning av ett urval av de fornlämningar som finns i Kärnbo i Strängnäs kommun.
| Namn                                  | Lämningstyp                      | Tillkomsttid | Historisk indelning  | Plats     | Läge                 | ID-nr          | Bild                                      |
| ------------------------------------- | -------------------------------- | ------------ | -------------------- | --------- | -------------------- | -------------- | ----------------------------------------- |
| Kärnbo 1:1                            | Stensättning                     |              | Kärnbo, Södermanland |           | 59.245881, 17.181046 | 10034300010001 | Ladda upp en bild av detta fornminne      |
| Stora Skallarholmarna (Kärnbo 2:1)    | Stensättning                     |              | Kärnbo, Södermanland |           | 59.247245, 17.188562 | 10034300020001 | Ladda upp en bild av detta fornminne      |
| Stora Skallarholmarna (Kärnbo 2:2)    | Stensättning                     |              | Kärnbo, Södermanland |           | 59.247345, 17.188726 | 10034300020002 | Ladda upp en bild av detta fornminne      |
| Stora Skallarholmarna (Kärnbo 2:3)    | Stensättning                     |              | Kärnbo, Södermanland |           | 59.247315, 17.189004 | 10034300020003 | Ladda upp en bild av detta fornminne      |
| Stora Skallarholmarna (Kärnbo 2:4)    | Stensättning                     |              | Kärnbo, Södermanland |           | 59.247303, 17.188567 | 10034300020004 | Ladda upp en bild av detta fornminne      |
| Kärnbo 6:1                            | Gravfält                         |              | Kärnbo, Södermanland |           | 59.260314, 17.165189 | 10034300060001 | Ladda upp en bild av detta fornminne      |
| Kärnbo 7:1                            | Stensättning                     |              | Kärnbo, Södermanland | Årby      | 59.261596, 17.167025 | 10034300070001 | Ladda upp en bild av detta fornminne      |
| Kärnbo 7:2                            | Stensättning                     |              | Kärnbo, Södermanland | Årby      | 59.261656, 17.166886 | 10034300070002 | Ladda upp en bild av detta fornminne      |
| Kärnbo 7:3                            | Stensättning                     |              | Kärnbo, Södermanland | Årby      | 59.261539, 17.167161 | 10034300070003 | Ladda upp en bild av detta fornminne      |
| Sö 184 (Kärnbo 7:4)                   | Runristning                      |              | Kärnbo, Södermanland | Årby      | 59.261522, 17.167384 | 10034300070004 | Ladda upp en till bild av detta fornminne |
| Kärnbo 10:3                           | Hög                              |              | Kärnbo, Södermanland |           | 59.262004, 17.169713 | 10034300100003 | Ladda upp en bild av detta fornminne      |
| Kärnbo 10:4                           | Hög                              |              | Kärnbo, Södermanland |           | 59.261905, 17.169527 | 10034300100004 | Ladda upp en bild av detta fornminne      |
| Kärnbo 11:1                           | Gravfält                         |              | Kärnbo, Södermanland |           | 59.263533, 17.176741 | 10034300110001 | Ladda upp en bild av detta fornminne      |
| Kärnbo 12:1                           | Stensättning                     |              | Kärnbo, Södermanland |           | 59.263016, 17.175846 | 10034300120001 | Ladda upp en bild av detta fornminne      |
| Kärnbo 12:2                           | Stensättning                     |              | Kärnbo, Södermanland |           | 59.263128, 17.175987 | 10034300120002 | Ladda upp en bild av detta fornminne      |
| Kärnbo 13:1                           | Stensättning                     |              | Kärnbo, Södermanland |           | 59.261659, 17.174241 | 10034300130001 | Ladda upp en bild av detta fornminne      |
| Kärnbo 14:1                           | Gravfält                         |              | Kärnbo, Södermanland |           | 59.259756, 17.174892 | 10034300140001 | Ladda upp en bild av detta fornminne      |
| Kärnbo 15:1                           | Gravfält                         |              | Kärnbo, Södermanland |           | 59.259877, 17.172254 | 10034300150001 | Ladda upp en bild av detta fornminne      |
| Kärnbo 16:1                           | Gravfält                         |              | Kärnbo, Södermanland |           | 59.262006, 17.183417 | 10034300160001 | Ladda upp en bild av detta fornminne      |
| Kärnbo 17:1                           | Stensättning                     |              | Kärnbo, Södermanland |           | 59.263423, 17.191129 | 10034300170001 | Ladda upp en bild av detta fornminne      |
| Kärnbo 17:2                           | Stensättning                     |              | Kärnbo, Södermanland |           | 59.263358, 17.190922 | 10034300170002 | Ladda upp en bild av detta fornminne      |
| Kärnbo 18:1                           | Grav- och boplatsområde          |              | Kärnbo, Södermanland |           | 59.263242, 17.196927 | 10034300180001 | Ladda upp en bild av detta fornminne      |
| Kärnbo 20:1                           | Gravfält                         |              | Kärnbo, Södermanland |           | 59.260202, 17.202565 | 10034300200001 | Ladda upp en bild av detta fornminne      |
| Kärnbo 20:2                           | Gravfält                         |              | Kärnbo, Södermanland |           | 59.261851, 17.201268 | 10034300200002 | Ladda upp en bild av detta fornminne      |
| Kärnbo 25:1                           | Fornborg                         |              | Kärnbo, Södermanland |           | 59.251532, 17.201466 | 10034300250001 | Ladda upp en bild av detta fornminne      |
| Sö 179/Gripsholmsstenen (Kärnbo 33:1) | Runristning                      |              | Kärnbo, Södermanland | Gripsholm | 59.256930, 17.218187 | 10034300330001 | Ladda upp en till bild av detta fornminne |
| Sö 178 (Kärnbo 33:2)                  | Runristning                      |              | Kärnbo, Södermanland | Gripsholm | 59.257140, 17.217990 | 10034300330002 | Ladda upp en till bild av detta fornminne |
| Kärnbo 39:1                           | Stensättning                     |              | Kärnbo, Södermanland |           | 59.259394, 17.165976 | 10034300390001 | Ladda upp en bild av detta fornminne      |
| Kärnbo 44:1                           | Gravfält                         |              | Kärnbo, Södermanland |           | 59.264597, 17.181863 | 10034300440001 | Ladda upp en bild av detta fornminne      |
| Kärnbo 46:1                           | Stensättning                     |              | Kärnbo, Södermanland |           | 59.262803, 17.169083 | 10034300460001 | Ladda upp en bild av detta fornminne      |
| Kärnbo 46:2                           | Stensättning                     |              | Kärnbo, Södermanland |           | 59.262939, 17.169249 | 10034300460002 | Ladda upp en bild av detta fornminne      |
| Kärnbo 46:3                           | Stensättning                     |              | Kärnbo, Södermanland |           | 59.263055, 17.169457 | 10034300460003 | Ladda upp en bild av detta fornminne      |
| Kärnbo 49:1                           | Hög                              |              | Kärnbo, Södermanland |           | 59.263410, 17.258603 | 10034300490001 | Ladda upp en bild av detta fornminne      |
| Kärnbo 49:2                           | Hög                              |              | Kärnbo, Södermanland |           | 59.263527, 17.258541 | 10034300490002 | Ladda upp en bild av detta fornminne      |
| Kärnbo 51:1                           | Gravfält                         |              | Kärnbo, Södermanland |           | 59.262680, 17.260985 | 10034300510001 | Ladda upp en bild av detta fornminne      |
| Kärnbo 52:1                           | Gravfält                         |              | Kärnbo, Södermanland |           | 59.264716, 17.260383 | 10034300520001 | Ladda upp en bild av detta fornminne      |
| Kärnbo 53:1                           | Gravfält                         |              | Kärnbo, Södermanland |           | 59.265053, 17.261603 | 10034300530001 | Ladda upp en bild av detta fornminne      |
| Kärnbo 54:1                           | Stensättning                     |              | Kärnbo, Södermanland |           | 59.262019, 17.162450 | 10034300540001 | Ladda upp en bild av detta fornminne      |
| Jätteberget (Kärnbo 55:1)             | Fornborg                         |              | Kärnbo, Södermanland |           | 59.261277, 17.161294 | 10034300550001 | Ladda upp en bild av detta fornminne      |
| Kärnbo 56:1                           | Gravfält                         |              | Kärnbo, Södermanland |           | 59.258049, 17.159479 | 10034300560001 | Ladda upp en bild av detta fornminne      |
| Kärnbo 58:1                           | Gravfält                         |              | Kärnbo, Södermanland |           | 59.249833, 17.156743 | 10034300580001 | Ladda upp en bild av detta fornminne      |
| Kärnbo 59:1                           | Stensättning                     |              | Kärnbo, Södermanland |           | 59.245538, 17.161936 | 10034300590001 | Ladda upp en bild av detta fornminne      |
| Kärnbo 61:1                           | Gravfält                         |              | Kärnbo, Södermanland |           | 59.243815, 17.162331 | 10034300610001 | Ladda upp en bild av detta fornminne      |
| Kärnbo 62:1                           | Stensättning                     |              | Kärnbo, Södermanland |           | 59.246905, 17.273496 | 10034300620001 | Ladda upp en bild av detta fornminne      |
| Kärnbo 62:2                           | Stensättning                     |              | Kärnbo, Södermanland |           | 59.246805, 17.273449 | 10034300620002 | Ladda upp en bild av detta fornminne      |
| Kärnbo 63:1                           | Gravfält                         |              | Kärnbo, Södermanland |           | 59.249479, 17.271528 | 10034300630001 | Ladda upp en bild av detta fornminne      |
| Kärnbo 64:1                           | Gravfält                         |              | Kärnbo, Södermanland |           | 59.248218, 17.274447 | 10034300640001 | Ladda upp en bild av detta fornminne      |
| Kärnbo 65:1                           | Gravfält                         |              | Kärnbo, Södermanland |           | 59.248278, 17.277914 | 10034300650001 | Ladda upp en bild av detta fornminne      |
| Kärnbo 66:1                           | Gravfält                         |              | Kärnbo, Södermanland |           | 59.249888, 17.284540 | 10034300660001 | Ladda upp en bild av detta fornminne      |
| Kärnbo 67:1                           | Röse                             |              | Kärnbo, Södermanland |           | 59.254259, 17.284199 | 10034300670001 | Ladda upp en bild av detta fornminne      |
| Kärnbo 68:1                           | Gravfält                         |              | Kärnbo, Södermanland |           | 59.251172, 17.286363 | 10034300680001 | Ladda upp en bild av detta fornminne      |
| Kärnbo 69:1                           | Röse                             |              | Kärnbo, Södermanland |           | 59.253142, 17.280054 | 10034300690001 | Ladda upp en bild av detta fornminne      |
| Kärnbo 70:1                           | Stensättning                     |              | Kärnbo, Södermanland |           | 59.246156, 17.182752 | 10034300700001 | Ladda upp en bild av detta fornminne      |
| Kärnbo 71:1                           | Grav- och boplatsområde          |              | Kärnbo, Södermanland |           | 59.264714, 17.184653 | 10034300710001 | Ladda upp en bild av detta fornminne      |
| Kärnbo 72:1                           | Stensättning                     |              | Kärnbo, Södermanland |           | 59.263885, 17.175866 | 10034300720001 | Ladda upp en bild av detta fornminne      |
| Kärnbo 75:1                           | Stensättning                     |              | Kärnbo, Södermanland |           | 59.251833, 17.285291 | 10034300750001 | Ladda upp en bild av detta fornminne      |
| Kärnbo 82:1                           | Grav- och boplatsområde          |              | Kärnbo, Södermanland |           | 59.264366, 17.190369 | 10034300820001 | Ladda upp en bild av detta fornminne      |
| Kärnbo 84:1                           | Stensättning                     |              | Kärnbo, Södermanland |           | 59.263916, 17.183222 | 10034300840001 | Ladda upp en bild av detta fornminne      |
| Kärnbo 85:1                           | Gravfält                         |              | Kärnbo, Södermanland |           | 59.260761, 17.209043 | 10034300850001 | Ladda upp en bild av detta fornminne      |
| Kärnbo 88:1                           | Gravfält                         |              | Kärnbo, Södermanland |           | 59.256965, 17.191962 | 10034300880001 | Ladda upp en bild av detta fornminne      |
| Kärnbo 89:1                           | Gravfält                         |              | Kärnbo, Södermanland |           | 59.263302, 17.186891 | 10034300890001 | Ladda upp en bild av detta fornminne      |
| Kärnbo 90:1                           | Gravfält                         |              | Kärnbo, Södermanland |           | 59.253550, 17.177261 | 10034300900001 | Ladda upp en bild av detta fornminne      |
| Kärnbo 92:1                           | Gravfält                         |              | Kärnbo, Södermanland |           | 59.241018, 17.180500 | 10034300920001 | Ladda upp en bild av detta fornminne      |
| Kärnbo 97:1                           | Stensättning                     |              | Kärnbo, Södermanland |           | 59.247391, 17.162634 | 10034300970001 | Ladda upp en bild av detta fornminne      |
| Kärnbo 101:1                          | Gravfält                         |              | Kärnbo, Södermanland |           | 59.283042, 17.215556 | 10034301010001 | Ladda upp en bild av detta fornminne      |
| Sö 180 (Kärnbo 102:1)                 | Runristning                      |              | Kärnbo, Södermanland | Harby     | 59.278704, 17.238307 | 10034301020001 | Ladda upp en bild av detta fornminne      |
| Kärnbo 103:1                          | Gravfält                         |              | Kärnbo, Södermanland |           | 59.277571, 17.233159 | 10034301030001 | Ladda upp en bild av detta fornminne      |
| Kärnbo 104:1                          | Gravfält                         |              | Kärnbo, Södermanland |           | 59.278495, 17.235414 | 10034301040001 | Ladda upp en bild av detta fornminne      |
| Kärnbo 105:1                          | Gravfält                         |              | Kärnbo, Södermanland |           | 59.278653, 17.237484 | 10034301050001 | Ladda upp en bild av detta fornminne      |
| Kärnbo 106:1                          | Stensättning                     |              | Kärnbo, Södermanland |           | 59.278467, 17.241405 | 10034301060001 | Ladda upp en bild av detta fornminne      |
| Kärnbo 106:2                          | Stensättning                     |              | Kärnbo, Södermanland |           | 59.278313, 17.241353 | 10034301060002 | Ladda upp en bild av detta fornminne      |
| Kärnbo 107:1                          | Gravfält                         |              | Kärnbo, Södermanland |           | 59.279808, 17.242792 | 10034301070001 | Ladda upp en bild av detta fornminne      |
| Kärnbo 109:1                          | Stensättning                     |              | Kärnbo, Södermanland |           | 59.277646, 17.229777 | 10034301090001 | Ladda upp en bild av detta fornminne      |
| Kärnbo 110:1                          | Gravfält                         |              | Kärnbo, Södermanland |           | 59.277935, 17.227121 | 10034301100001 | Ladda upp en bild av detta fornminne      |
| Kärnbo 111:1                          | Gravfält                         |              | Kärnbo, Södermanland |           | 59.276330, 17.224406 | 10034301110001 | Ladda upp en bild av detta fornminne      |
| Kärnbo 112:1                          | Gravfält                         |              | Kärnbo, Södermanland |           | 59.274445, 17.228133 | 10034301120001 | Ladda upp en bild av detta fornminne      |
| Sö 183 (Kärnbo 112:2)                 | Runristning                      |              | Kärnbo, Södermanland | Viggeby   | 59.274940, 17.228573 | 10034301120002 | Ladda upp en till bild av detta fornminne |
| Kärnbo 114:1                          | Hög                              |              | Kärnbo, Södermanland |           | 59.266929, 17.216151 | 10034301140001 | Ladda upp en bild av detta fornminne      |
| Kärnbo 114:2                          | Stensättning                     |              | Kärnbo, Södermanland |           | 59.266697, 17.216074 | 10034301140002 | Ladda upp en bild av detta fornminne      |
| Kärnbo 115:1                          | Stensättning                     |              | Kärnbo, Södermanland |           | 59.267276, 17.217853 | 10034301150001 | Ladda upp en bild av detta fornminne      |
| Kärnbo 116:1                          | Stensättning                     |              | Kärnbo, Södermanland |           | 59.268545, 17.216933 | 10034301160001 | Ladda upp en bild av detta fornminne      |
| Kärnbo 116:2                          | Stensättning                     |              | Kärnbo, Södermanland |           | 59.268396, 17.216897 | 10034301160002 | Ladda upp en bild av detta fornminne      |
| Kärnbo 118:1                          | Stensättning                     |              | Kärnbo, Södermanland |           | 59.279416, 17.217337 | 10034301180001 | Ladda upp en bild av detta fornminne      |
| Kärnbo 119:1                          | Stensättning                     |              | Kärnbo, Södermanland |           | 59.278936, 17.220223 | 10034301190001 | Ladda upp en bild av detta fornminne      |
| Kärnbo 120:1                          | Gravfält                         |              | Kärnbo, Södermanland |           | 59.281458, 17.218707 | 10034301200001 | Ladda upp en bild av detta fornminne      |
| Kärnbo 122:1                          | Gravfält                         |              | Kärnbo, Södermanland |           | 59.286355, 17.256045 | 10034301220001 | Ladda upp en bild av detta fornminne      |
| Kärnbo 123:1                          | Gravfält                         |              | Kärnbo, Södermanland |           | 59.271580, 17.250077 | 10034301230001 | Ladda upp en bild av detta fornminne      |
| Stora Skansen (Kärnbo 124:1)          | Fornborg                         |              | Kärnbo, Södermanland |           | 59.274848, 17.288361 | 10034301240001 | Ladda upp en till bild av detta fornminne |
| Stora Skansen (Kärnbo 124:2)          | Husgrund, förhistorisk/medeltida |              | Kärnbo, Södermanland |           | 59.274513, 17.288387 | 10034301240002 | Ladda upp en bild av detta fornminne      |
| Stora Skansen (Kärnbo 124:3)          | Husgrund, förhistorisk/medeltida |              | Kärnbo, Södermanland |           | 59.275079, 17.288754 | 10034301240003 | Ladda upp en bild av detta fornminne      |
| Kärnbo 127:1                          | Gravfält                         |              | Kärnbo, Södermanland |           | 59.278004, 17.222932 | 10034301270001 | Ladda upp en bild av detta fornminne      |
| Kärnbo 129:1                          | Stensättning                     |              | Kärnbo, Södermanland |           | 59.283474, 17.220388 | 10034301290001 | Ladda upp en bild av detta fornminne      |
| Kärnbo 129:2                          | Stensättning                     |              | Kärnbo, Södermanland |           | 59.283228, 17.220100 | 10034301290002 | Ladda upp en bild av detta fornminne      |
| Kärnbo 130:1                          | Gravfält                         |              | Kärnbo, Södermanland |           | 59.280934, 17.222554 | 10034301300001 | Ladda upp en bild av detta fornminne      |
| Kärnbo 131:1                          | Stensättning                     |              | Kärnbo, Södermanland |           | 59.275266, 17.233444 | 10034301310001 | Ladda upp en bild av detta fornminne      |
| Kärnbo 133:1                          | Gravfält                         |              | Kärnbo, Södermanland |           | 59.279319, 17.239768 | 10034301330001 | Ladda upp en bild av detta fornminne      |
| Kärnbo 138:1                          | Gravfält                         |              | Kärnbo, Södermanland |           | 59.265532, 17.260610 | 10034301380001 | Ladda upp en bild av detta fornminne      |
| Kärnbo 139:1                          | Stensättning                     |              | Kärnbo, Södermanland |           | 59.265802, 17.261310 | 10034301390001 | Ladda upp en bild av detta fornminne      |
| Kärnbo 141:1                          | Stensättning                     |              | Kärnbo, Södermanland |           | 59.280602, 17.226010 | 10034301410001 | Ladda upp en bild av detta fornminne      |
| Kärnbo 141:2                          | Stensättning                     |              | Kärnbo, Södermanland |           | 59.280544, 17.226281 | 10034301410002 | Ladda upp en bild av detta fornminne      |
| Kärnbo 143:1                          | Gravfält                         |              | Kärnbo, Södermanland |           | 59.278304, 17.238174 | 10034301430001 | Ladda upp en bild av detta fornminne      |
| Kärnbo 145:1                          | Hög                              |              | Kärnbo, Södermanland |           | 59.281819, 17.224821 | 10034301450001 | Ladda upp en bild av detta fornminne      |
| Kärnbo 146:1                          | Stensättning                     |              | Kärnbo, Södermanland |           | 59.278457, 17.225589 | 10034301460001 | Ladda upp en bild av detta fornminne      |
| Kärnbo 148:1                          | Stensättning                     |              | Kärnbo, Södermanland |           | 59.282841, 17.231655 | 10034301480001 | Ladda upp en bild av detta fornminne      |
| Kärnbo 149:1                          | Stensättning                     |              | Kärnbo, Södermanland |           | 59.277787, 17.235246 | 10034301490001 | Ladda upp en bild av detta fornminne      |
| Kärnbo 150:1                          | Stensättning                     |              | Kärnbo, Södermanland |           | 59.267607, 17.269420 | 10034301500001 | Ladda upp en bild av detta fornminne      |
| Kärnbo 150:2                          | Stensättning                     |              | Kärnbo, Södermanland |           | 59.267302, 17.269396 | 10034301500002 | Ladda upp en bild av detta fornminne      |
| Kärnbo 150:3                          | Stensättning                     |              | Kärnbo, Södermanland |           | 59.267359, 17.269644 | 10034301500003 | Ladda upp en bild av detta fornminne      |
| Kärnbo 155:1                          | Stensättning                     |              | Kärnbo, Södermanland |           | 59.282130, 17.230799 | 10034301550001 | Ladda upp en bild av detta fornminne      |
| Kärnbo 155:2                          | Stensättning                     |              | Kärnbo, Södermanland |           | 59.281936, 17.231079 | 10034301550002 | Ladda upp en bild av detta fornminne      |
| Kärnbo 158:1                          | Hällristning                     |              | Kärnbo, Södermanland |           | 59.242505, 17.173675 | 10034301580001 | Ladda upp en bild av detta fornminne      |
| Kärnbo 158:2                          | Hällristning                     |              | Kärnbo, Södermanland |           | 59.242272, 17.173843 | 10034301580002 | Ladda upp en bild av detta fornminne      |
| Kärnbo 159:1                          | Gravfält                         |              | Kärnbo, Södermanland |           | 59.259663, 17.275930 | 10034301590001 | Ladda upp en bild av detta fornminne      |
| Kärnbo 163:1                          | Stensättning                     |              | Kärnbo, Södermanland |           | 59.247501, 17.158834 | 10034301630001 | Ladda upp en bild av detta fornminne      |
| Kärnbo 164:1                          | Stensättning                     |              | Kärnbo, Södermanland |           | 59.248789, 17.156128 | 10034301640001 | Ladda upp en bild av detta fornminne      |
| Kärnbo 176:1                          | Stensättning                     |              | Kärnbo, Södermanland |           | 59.244930, 17.153547 | 10034301760001 | Ladda upp en bild av detta fornminne      |
| Kärnbo 179:1                          | Gravfält                         |              | Kärnbo, Södermanland |           | 59.258232, 17.166190 | 10034301790001 | Ladda upp en bild av detta fornminne      |
| Kärnbo 180:1                          | Stensättning                     |              | Kärnbo, Södermanland |           | 59.264039, 17.173314 | 10034301800001 | Ladda upp en bild av detta fornminne      |
| Kärnbo 181:1                          | Stensättning                     |              | Kärnbo, Södermanland |           | 59.263499, 17.173238 | 10034301810001 | Ladda upp en bild av detta fornminne      |
| Kärnbo 181:2                          | Stensättning                     |              | Kärnbo, Södermanland |           | 59.263411, 17.173149 | 10034301810002 | Ladda upp en bild av detta fornminne      |
| Kärnbo 182:1                          | Röse                             |              | Kärnbo, Södermanland |           | 59.261027, 17.177080 | 10034301820001 | Ladda upp en bild av detta fornminne      |
| Kärnbo 182:2                          | Stensättning                     |              | Kärnbo, Södermanland |           | 59.261094, 17.177330 | 10034301820002 | Ladda upp en bild av detta fornminne      |
| Kärnbo 187:1                          | Stensättning                     |              | Kärnbo, Södermanland |           | 59.251145, 17.167025 | 10034301870001 | Ladda upp en bild av detta fornminne      |
| Kärnbo 187:2                          | Stensättning                     |              | Kärnbo, Södermanland |           | 59.250961, 17.166225 | 10034301870002 | Ladda upp en bild av detta fornminne      |
| Kärnbo 188:1                          | Röse                             |              | Kärnbo, Södermanland |           | 59.252463, 17.165115 | 10034301880001 | Ladda upp en bild av detta fornminne      |
| Kärnbo 188:2                          | Stensättning                     |              | Kärnbo, Södermanland |           | 59.252329, 17.165155 | 10034301880002 | Ladda upp en bild av detta fornminne      |
| Kärnbo 189:1                          | Stensättning                     |              | Kärnbo, Södermanland |           | 59.255925, 17.183306 | 10034301890001 | Ladda upp en bild av detta fornminne      |
| Kärnbo 189:2                          | Stensättning                     |              | Kärnbo, Södermanland |           | 59.256019, 17.183212 | 10034301890002 | Ladda upp en bild av detta fornminne      |
| Kärnbo 189:3                          | Stensättning                     |              | Kärnbo, Södermanland |           | 59.256097, 17.183129 | 10034301890003 | Ladda upp en bild av detta fornminne      |
| Kärnbo 189:4                          | Stensättning                     |              | Kärnbo, Södermanland |           | 59.256409, 17.182920 | 10034301890004 | Ladda upp en bild av detta fornminne      |
| Kärnbo 191:2                          | Stensättning                     |              | Kärnbo, Södermanland |           | 59.253950, 17.168464 | 10034301910002 | Ladda upp en bild av detta fornminne      |
| Kärnbo 191:3                          | Stensättning                     |              | Kärnbo, Södermanland |           | 59.254100, 17.168467 | 10034301910003 | Ladda upp en bild av detta fornminne      |
| Kärnbo 194:1                          | Stensättning                     |              | Kärnbo, Södermanland |           | 59.254350, 17.165933 | 10034301940001 | Ladda upp en bild av detta fornminne      |
| Kärnbo 199:1                          | Stensättning                     |              | Kärnbo, Södermanland |           | 59.250849, 17.178634 | 10034301990001 | Ladda upp en bild av detta fornminne      |
| Kärnbo 204:1                          | Stensättning                     |              | Kärnbo, Södermanland |           | 59.261698, 17.204336 | 10034302040001 | Ladda upp en bild av detta fornminne      |
| Kärnbo 216:1                          | Gravfält                         |              | Kärnbo, Södermanland |           | 59.250896, 17.151429 | 10034302160001 | Ladda upp en bild av detta fornminne      |
| Kärnbo 222:1                          | Stensättning                     |              | Kärnbo, Södermanland |           | 59.284577, 17.223739 | 10034302220001 | Ladda upp en bild av detta fornminne      |